# Anthidium modestum
Anthidium modestum är en biart som beskrevs av Charles Thomas Bingham 1903. Anthidium modestum ingår i släktet ullbin, och familjen buksamlarbin. Inga underarter finns listade i Catalogue of Life.